# Phaeolus
Phaeolus (Pat.) Pat. (murszak) – rodzaj grzybów z rodziny Laetiporaceae.

## Charakterystyka
Grzyby nadrzewne, saprotroficzne, poliporoidalne. Owocniki roczne, siedzące lub kapeluszowe. Kapelusz początkowo żółtawo-pomarańczowy, później staje się brązowy, o powierzchni szczeciniastej lub włóknistej. Powierzchnia hymenialna żółtawa do oliwkowobrązowej, pory okrągłe, anastomozujące, o szerokości do 2 mm. Kontekst pomarańczowy do brązowego, włóknisty do gąbczastego. System strzępkowy monomityczny, strzępki generatywne z prostymi przegrodami, cienkościenne lub grubościenne. Cystydy szkliste do żółtawych, cylindryczne, cienkościenne, nie inkrustowane, strzępki gleocystydialne występują także w hymenium. Bazydiospory elipsoidalne do cylindrycznych, szkliste, gładkie, w odczynniku Melzera nieamyloidalne. Rozwijają się na drzewach iglastych i liściastych, powodując brunatną zgniliznę drewna.

## Systematyka i nazewnictwo
Pozycja w klasyfikacji według Index Fungorum: Laetiporaceae, Polyporales, Incertae sedis, Agaricomycetes, Agaricomycotina, Basidiomycota, Fungi.
Takson utworzył Narcisse Théophile Patouillard. Synonimy: Choriphyllum Velen., Polyporus subgen. Phaeolus Pat., Romellia Murrill, Spongiosus Lloyd ex Torrend.
Polską nazwę nadał Henryk Orłoś w 1966 r. W polskim piśmiennictwie mykologicznym rodzaj ten opisywany były także jako huba lub żagiew.
Gatunki:
- Phaeolus amazonicus De Jesus & Ryvarden 2010
- Phaeolus manihotis R. Heim 1931
- Phaeolus rigidus (Lév.) Pat. 1915
- Phaeolus schweinitzii (Fr.) Pat. 1900 – murszak rdzawy
- Phaeolus subbulbipes (Henn.) O. Fidalgo & M. Fidalgo 1957
- Phaeolus tabulaeformis (Berk.) Pat. 1900

Wykaz gatunków i nazwy naukowe na podstawie Index Fungorum. Nazwy polskie według Władysława Wojewody.